# (11668) Balios
(11668) Balios, désignation internationale (11668) Balios, est un astéroïde troyen jovien.

## Description
(11668) Balios est un astéroïde troyen jovien, camp grec, c'est-à-dire situé au point de Lagrange L4 du système Soleil-Jupiter. Il présente une orbite caractérisée par un demi-grand axe de 5,180 UA, une excentricité de 0,141 et une inclinaison de 4,7° par rapport à l'écliptique.
Il est nommé en référence au personnage de la mythologie grecque Balios, acteur du conflit légendaire de la guerre de Troie.

## Compléments